# Luigi di Borbone, conte di Vermandois
Luigi di Borbone, conte di Vermandois (Castello di Saint-Germain-en-Laye, 2 ottobre 1667 – Fiandre, 18 novembre 1683), è stato un militare francese, uno dei figli di Luigi XIV di Francia e della sua amante Louise de La Vallière.

## Biografia
Ultimo dei figli che il sovrano ebbe dalla de La Vallière (prima di lui erano nati quattro bambini morti in tenera età e Maria Anna di Borbone), Luigi venne legittimato nel 1669, due anni dopo la sua nascita, e allo stesso tempo nominato conte di Vermandois e ammiraglio di Francia. Nel 1674 la madre prese la decisione di ritirarsi in un convento carmelitano parigino per concludere la sua vita nella penitenza e lasciò i due figli alla tutela della cognata del re, Elisabetta Carlotta del Palatinato, moglie del fratello minore di Luigi XIV, Filippo d'Orléans: quando, qualche tempo dopo, la duchessa d'Orléans portò il conte di Vermandois e sua sorella a visitare la madre al convento, ella, decisa a rinnegare la sua vita precedente, rifiutò di abbracciare il figlio: ciò nonostante, il giovane conservò sempre un grande affetto per la madre, la belle maman, così come legò molto con la zia.
Al Palais-Royal Luigi entrò nel giro omosessuale di suo zio, Filippo d'Orleans, e del favorito di questi, il cavaliere di Lorena, aderendo infine, ancora giovanissimo, ad una vera e propria consorteria segreta di debosciati, denominata La Sainte Congregation des Glorieux Pédérastes, propugnatrice del "vizio italiano" e certamente invisa a Luigi XIV. Quando questi venne a sapere dell'adesione del figlio alla consorteria, si sentì profondamente tradito, lo fece frustare in sua presenza e ne ordinò l'esilio, insieme a quello del cavaliere di Lorena e di diversi altri nobiluomini di primo piano. Per coprire lo scandalo, si pensò dapprima di organizzare un frettoloso matrimonio con Luisa Benedetta di Borbone-Condé, ma il progetto non si concretizzò perché il sovrano aveva già costretto il figlio a ritirarsi Normandia (1682). L'anno successivo, Elisabetta pregò il re affinché a Luigi, che desiderava ardentemente riguadagnare il favore del padre, fosse concesso di andare a combattere nelle Fiandre per dare buona prova di sé: il giovane venne quindi inviato all'assedio di Courtrai, dove si ammalò e, ad onta dei ripetuti inviti del medico a ritirarsi dal campo di battaglia, volle continuare a combattere strenuamente fino alla fine. Morì nel novembre 1683, all'età di soli 16 anni, e venne sepolto nella cattedrale di Arras: la sorella e la zia furono grandemente addolorate dalla sua morte, mentre Luigi XIV reagì molto freddamente alla notizia. Quanto alla madre, divenuta suor Louise de la Miséricorde, alla notizia della morte del figlio ribatté che piuttosto avrebbe dovuto piangerne, all'epoca, la nascita.
In seguito, Luigi fu uno dei nomi sospettati di essere stati la "Maschera di Ferro".

## Ascendenza
|                              |                           |                               | Genitori                          |  |  | Nonni |  |  | Bisnonni           |  |  | Trisnonni                  |  |
|                              |                           |                               |                                   |  |  |       |  |  | Henri IV de France |  |  | Antoine de Bourbon-Vendôme |  |
|                              |                           |                               |                                   |  |  |       |  |  | Henri IV de France |  |  | Antoine de Bourbon-Vendôme |  |
|                              |                           | Jeanne III de Navarre         |                                   |  |  |       |  |  | Henri IV de France |  |  |                            |  |
| Louis XIII de France         |                           |                               |                                   |  |  |       |  |  | Henri IV de France |  |  |                            |  |
|                              |                           | Maria de' Medici              | Francesco I de' Medici            |  |  |       |  |  |                    |  |  |                            |  |
|                              |                           | Maria de' Medici              | Francesco I de' Medici            |  |  |       |  |  |                    |  |  |                            |  |
|                              |                           | Maria de' Medici              | Johanna von Österreich            |  |  |       |  |  |                    |  |  |                            |  |
| Louis XIV de France          |                           | Maria de' Medici              |                                   |  |  |       |  |  |                    |  |  |                            |  |
|                              |                           | Felipe III de España          | Felipe II de España               |  |  |       |  |  |                    |  |  |                            |  |
|                              |                           | Felipe III de España          | Felipe II de España               |  |  |       |  |  |                    |  |  |                            |  |
|                              |                           | Felipe III de España          | Anna von Österreich               |  |  |       |  |  |                    |  |  |                            |  |
| Ana de Austria               |                           | Felipe III de España          |                                   |  |  |       |  |  |                    |  |  |                            |  |
|                              |                           | Margarete von Innerösterreich | Karl II Franz von Innerösterreich |  |  |       |  |  |                    |  |  |                            |  |
|                              |                           | Margarete von Innerösterreich | Karl II Franz von Innerösterreich |  |  |       |  |  |                    |  |  |                            |  |
|                              |                           | Margarete von Innerösterreich | Maria Anna von Bayern             |  |  |       |  |  |                    |  |  |                            |  |
| Louis de Bourbon             |                           | Margarete von Innerösterreich |                                   |  |  |       |  |  |                    |  |  |                            |  |
|                              | Jean de la Baume La Blanc | Laurent La Blanc              |                                   |  |  |       |  |  |                    |  |  |                            |  |
|                              | Jean de la Baume La Blanc | Laurent La Blanc              |                                   |  |  |       |  |  |                    |  |  |                            |  |
|                              | Jean de la Baume La Blanc | Marie Adam                    |                                   |  |  |       |  |  |                    |  |  |                            |  |
| Laurent de la Baume La Blanc | Jean de la Baume La Blanc |                               |                                   |  |  |       |  |  |                    |  |  |                            |  |
|                              |                           | Françoise de Beauveau         | Jacques de Beauveau               |  |  |       |  |  |                    |  |  |                            |  |
|                              |                           | Françoise de Beauveau         | Jacques de Beauveau               |  |  |       |  |  |                    |  |  |                            |  |
|                              |                           | Françoise de Beauveau         | Françoise Le Picart               |  |  |       |  |  |                    |  |  |                            |  |
| Louise de La Baume Le Blanc  |                           | Françoise de Beauveau         |                                   |  |  |       |  |  |                    |  |  |                            |  |
|                              |                           | Jean Le Prévost               | …                                 |  |  |       |  |  |                    |  |  |                            |  |
|                              |                           | Jean Le Prévost               | …                                 |  |  |       |  |  |                    |  |  |                            |  |
|                              |                           | Jean Le Prévost               | …                                 |  |  |       |  |  |                    |  |  |                            |  |
| Françoise Le Prévost         |                           | Jean Le Prévost               |                                   |  |  |       |  |  |                    |  |  |                            |  |
|                              |                           | Élisabeth Martin              | …                                 |  |  |       |  |  |                    |  |  |                            |  |
|                              |                           | Élisabeth Martin              | …                                 |  |  |       |  |  |                    |  |  |                            |  |
|                              |                           | Élisabeth Martin              | …                                 |  |  |       |  |  |                    |  |  |                            |  |
|                              |                           | Élisabeth Martin              |                                   |  |  |       |  |  |                    |  |  |                            |  |